# Acacia diaphyllodinea
Acacia diaphyllodinea är en ärtväxtart som beskrevs av Bruce R. Maslin. Acacia diaphyllodinea ingår i släktet akacior, och familjen ärtväxter. Inga underarter finns listade i Catalogue of Life.